# Equivalente a tiempo completo
Un Equivalente a Tiempo Completo, equivalente de tiempo completo o ETC (en inglés, Full-Time Equivalent o FTE) es una medida que se emplea en ámbitos económicos o de recursos humanos, fundamentalmente en Estados Unidos y otros países americanos. Se obtiene dividiendo las horas de trabajo de varios trabajadores o empleados a tiempo parcial por la cantidad de horas de un período laboral completo (día, semana, mes, año). Otros términos similares en uso son: trabajador a tiempo completo, empleado a tiempo completo, equivalente a jornada completa o persona-día. El término "equivalente a tiempo completo" (ETC) predomina en el sector público y en empresas que contratan trabajadores durante períodos cortos.
El equivalente a tiempo completo de una plantilla laboral o fuerza de trabajo indica el número de trabajadores a tiempo completo que proporcionarían los mismos servicios en un período detiempo igual (día, semana, mes, año).
Los recursos humanos que una empresa u organización necesita pueden cubrirse con diferentes equipos de trabajadores con diferentes niveles de empleo (véase trabajo a tiempo parcial). Para expresar el rendimiento temporal de cada equipo, y poder establecer comparaciones entre ellos, se hace necesario aplicar un indicador de referencia (benchmarking) establecido y estandarizado como el número de trabajadores equivalentes a tiempo parcial de cada grupo.

## Ejemplos
- Un trabajador que está obligado por contrato a ocho horas diarias de trabajo ofrece, por lo tanto, en una jornada de cinco días a la semana, 40 horas de trabajo semanal. Esa misma empresa contrata 12 trabajadores a tiempo parcial de 10 horas semanales, que ofrecen en conjunto 120 horas y que equivalen a 3 trabajadores equivalentes a tiempo completo.

| Contrato        | Horas semanales (H) | Profesores (P) | Total horas (H*P) | ETC (H*P/20) |
| --------------- | ------------------- | -------------- | ----------------- | ------------ |
| Tiempo completo | 20 h                | 50             | 1.000             | 50 ETC       |
| T. parcial 1    | 14 h                | 20             | 280               | 14 ETC       |
| T. parcial 2    | 10 h                | 20             | 200               | 10 ETC       |
| T. parcial 3    | 6 h                 | 10             | 60                | 3 ETC        |
| Todos           |                     | 100            | 1540              | 77 ETC       |

- En una universidad hay 100 profesores con diferente grado de dedicación docente: 50 a tiempo completo (20 horas semanales) y otros 50 con diversos contratos a tiempo parcial (14, 10 o 6 horas semanales). La tabla adjunta muestra el cálculo del número de profesores equivalentes a tiempo completo (ETC) de dicho equipo docente.

## ETC en la educación superior
Los ETC son unos indicadores clave para medir la contribución de los profesores en la educación universitaria. En algunas universidades se espera que sus profesores contribuyan nominalmente con 20 ETC de estudiante al año, que pueden lograr mediante una combinación de tareas de enseñanza y de supervisión de la investigación.
Los profesores universitarios pueden aumentar su contribución adoptando una serie de estrategias: (a) aumentar el tamaño de la clase, (b) dar nuevas clases, (c) supervisar varios proyectos de investigación; (d) supervisar a más investigadores. Esta última estrategia tiene la ventaja de contribuir a otro indicador clave en las universidades, la creación de nuevos conocimientos, y en particular la publicación de artículos en revistas académicas de alto nivel. También se ha asociado con otro indicador clave, la financiación de la investigación, que se requiere a menudo para atraer a los investigadores.

### Ejemplo
| Contribución     | Valor en ETC para cada estudiante | Tamaño de la clase o grupo | Total |
| ---------------- | --------------------------------- | -------------------------- | ----- |
| Asignatura 1     | 0,1                               | 80                         | 8     |
| Asignatura 2     | 0,1                               | 100                        | 10    |
| Grupos prácticos | 0,2                               | 20                         | 4     |
| Doctorados       | 1                                 | 3                          | 3     |
| TOTAL ETC estud. | –                                 | –                          | 25    |

Un profesor imparte dos asignaturas, supervisa dos grupos de prácticas y dirige a tres investigadores que realizan su propia tesis doctoral individual (sin recibir ningún curso). Cada asignatura equivale a 1/10 de todos los créditos anuales de dicha titulación o grado (es decir, equivale a 0,1 ETC de un estudiante). Un grupo de prácticas equivale a 2/10 del valor de todos los créditos anuales de los estudiantes que asisten (es decir, equivalen a 0,2 ETC). Una tesis doctoral equivale a todos los créditos del programa de posgrado (es decir, 1 ETC, aunque hay universidades que las hacen equivaler a 2 y hasta 3 ETC para favorecer la investigación). La contribución total de este profesor es de 25 ETC, según la tabla adjunta.